# Mario Plocio Sacerdote
Mario Plocio Sacerdote fue un gramático latino, del que sólo se sabe que floreció probablemente bajo el imperio de Diocleciano (284-305).
Compuso una obra de gramática latina, Artium grammaticarum libri III (Tres libros de Arte de la gramática). La crítica considera, a causa de la heterogeneidad del estilo y de la estructura, que la obra puede no pertenecer a un único autor y, por ejemplo, la parte correspondiente a morfología se ha atribuido a Probo, filólogo del siglo I d. C. El primer libro trata de las partes del discurso y de la retórica aplicada al discurso sobre los defectos y las traslaciones. El segundo trata las declinaciones, las conjugaciones y la sintaxis. El tercero habla de la métrica, con más ejemplos griegos que latinos y bastantes errores, por lo que se piensa que puede ser una de las partes que no es del autor. Plocio es el primero en hablar de una cuarta conjugación verbal, cuando los gramáticos anteriores sólo consideraban tres.
- Datos: Q1164905